# 张峦
张峦（？—1492年），北直隶河间府兴济县（今河北省沧州市沧县）人，明朝外戚，明武宗的外祖父。
张峦祖父张迪，父亲张绶，其子昌国公夫人金氏。张峦的女儿张氏为明孝宗皇后，生皇子朱厚照。张峦秀才出身，虽贵盛，能敬礼士大夫。弘治四年（1491年）二月己未封寿宁伯，弘治五年（1492年）三月進寿宁侯，八月去世。贈昌國公，諡莊肅；其長子張鶴齡襲爵。次子建昌侯張延齡。

## 延伸阅读
[在维基数据编辑]
 《國朝獻徵錄·卷之三》，出自焦竑《國朝獻徵錄》
 《明史卷三百》，出自《明史》